# Ангел Кирков
Ангел Стоев Кирков е български революционер, деец на Българската комунистическа партия.

## Биография
Ангел Кирков е роден в 1896 година в солунското село Зарово, тогава в Османската империя. Остава рано сирак. Завършва IV отделение. По време на Междусъюзническата война бяга в Свободна България и се установява в Дупница. Става тютюнев работник и приема социалистическите идеи. Участва в Първата световна война, като на фронта извършва социалистическа пропаганда. След войната се връща в Дупница, а по-късно се установява в Горна Джумая, където отново е тютюноработник. Заедно с Коста Сандев и Иван Попов създава синдикални организации във всички тютюневи складове в града. В 1918 година става член на Българската работническа социалдемократическа партия (тесни социалисти). Участва в подготовката на Септемврийското въстание в 1923 година и взима участие в самото въстание с Горноджумайския въстанически отряд. След разбиването на отряда е пленен. На 8 октомври 1923 година е изведен от затвора в Мехомия заедно с Борис Давидков и Стойчо Милушев и тримата са убити от дейци на ВМРО.